# DQ Большого Пса
DQ Большого Пса (лат. DQ Canis Majoris) — двойная затменная переменная звезда типа Алголя (EA:) в созвездии Большого Пса на расстоянии приблизительно 9279 световых лет (около 2845 парсеков) от Солнца. Видимая звёздная величина звезды — от более +15,8m до +14,8m.